# Abby Lockhart
Pour les articles homonymes, voir Lockhart.
Abigail Marjorie 'Abby' Wyczenski Lockhart Kovač (de son nom complet) est un personnage de fiction de la série télévisée Urgences incarnée par l'actrice Maura Tierney.

## Biographie de fiction
Née le 10 janvier 1969, Abigail Marjorie Wyczenski a des problèmes familiaux. Sa mère Maggie (incarnée par Sally Field) et son frère cadet, Eric (incarné par Tom Everett Scott), sont victimes d'un trouble bipolaire. Sans être elle-même atteinte de cette maladie, Abby a quand même été alcoolique, et replongera plusieurs fois au cours de la série. On sait également que son père a quitté le foyer familial alors qu'elle était âgée de sept ans.
De sa vie privée, on sait qu'elle a été mariée à Richard Lockhart (incarné par Mark Valley) et qu'elle a décidé d'avorter alors qu'elle était enceinte de peur que son bébé ne soit atteint par la maladie de sa mère. Son mariage avec Richard Lockhart n'a pas tenu.
Elle a brièvement étudié la littérature anglaise à l'Université de Pennsylvanie.

## Aux Urgences
Bien avant de venir au Cook County Hospital dans le service des Urgences, la jeune femme travaillait en tant qu'infirmière sage-femme dans le service obstétrique. C'est elle qui, dans l'épisode De grandes espérances (6-08) a mis au monde une des jumelles de Carol Hathaway (incarnée par Julianna Margulies), Kate, infirmière aux urgences du Cook County.
Voulant devenir médecin, la jeune femme entame des études de médecine en parallèle de son travail d'infirmière. C'est ainsi qu'elle entre dans la série en tant que personnage régulier lors de l'épisode 6-12 (La même chanson) en tant qu'externe de troisième année, alors qu'elle est âgée de 30 ans. Elle traversera toute la seconde moitié de la saison 6 à ce poste.
C'est son mari, Richard Lockhart, qui lui paie ses études de médecine. Cependant, lorsqu'ils divorcent (sans doute au cours de la saison 6, même si la série ne précise pas la date du divorce), Richard arrête de lui payer ses études, et elle est obligée de rendre sa blouse d'externe lors du premier épisode de la saison 7 (Dans la mêlée). Elle est donc obligée de reprendre son métier d'infirmière à plein temps, mais cette fois, aux urgences, en attendant de reprendre ses études de médecine, ce qu'elle fera plus tard.
Lors du dernier épisode de la saison 6 (Les désarrois du jeune Carter), elle surprend le docteur John Carter (incarné par Noah Wyle) s'injecter un antidouleur, à l'origine destiné à un patient, dans le bras. Elle comprend rapidement que John Carter est en fait drogué aux médicaments, et va tout raconter aux responsables du service, les docteurs Mark Greene et Kerry Weaver, qui imposeront à Carter une cure de désintoxication. Cette plongée de Carter dans la drogue fait suite à son agression dans l'hôpital par un patient schizophrène et qui a coûté la vie à l'externe qu'il avait sous sa responsabilité, Lucy Knight (incarnée par Kellie Martin).
Lors de la saison 7, Abby sort avec le docteur Luka Kovač, après l'avoir embrassé au terme d'une journée difficile (épisode Science-fiction), mais entretient une relation ambiguë avec John Carter. Ce dernier la remercie de l'avoir aidé à se sortir de la drogue, et lorsqu'il apprend qu'Abby est une ancienne alcoolique, il lui demande de devenir sa marraine aux alcooliques anonymes.
Lorsque la mère d'Abby, Maggie Wyczenski, vient la voir de Tampa où elle vit avec son fils, en pleine crise maniaque de son trouble bipolaire (aussi appelée psychose maniaco-dépressive), Abby s'effondre. Elle nie d'abord que cette femme est sa mère avant de l'accepter. Mais lorsque Maggie entre dans une phase dépressive de sa maladie, Abby ne peut compter que sur le soutien de John Carter pour l'aider.
Au début de la saison 8, Abby rompt avec Luka pour sortir avec John, mais manifestement trop tard, puisque celui-ci est déjà pris. Toutefois, les sentiments reprendront le dessus lors du dernier épisode de cette saison (Épidémie), peu de temps après qu'Abby s'est faite violemment tabasser par un voisin fou et retombe dans l'alcool. Abby et Carter s'embrasseront lors de la scène finale. Leur relation se poursuit dans la saison 9, et ira assez loin, puisque John ira même jusqu'à tenter de la demander en mariage.
Malheureusement, de nombreux incidents viendront nuire à leur relation. Maggie, la mère d'Abby, est de retour. Son frère lui causera bien des soucis, car on découvre que lui aussi est atteint de psychose maniaco-dépressive. Abby manque de replonger (encore une fois) dans l'alcool. John doit faire face au décès de sa grand-mère ainsi qu'à ses profonds doutes sur sa relation avec Abby. Finalement, Carter décidera de fuir tous ces problèmes en Afrique, où il accompagnera Luka Kovac en mission humanitaire. Lorsqu'il en revient lors du premier épisode de la saison 10 (Et maintenant ?), Abby le prend mal et lui reproche de s'être enfui sans le lui dire. Pourtant, même si elle le jette pratiquement dehors, ils ne rompent pas tout de suite. C'est au cours de ce même épisode, alors qu'Abby voulait lui parler pour arranger les choses que John doit retourner en Afrique pour rapatrier Kovac, prétendu mort. John va rompre définitivement en lui envoyant une lettre d'Afrique deux épisodes plus tard (10-03 : Chère Abby).
Ébranlée par les récents événements et par sa rupture avec Carter, Abby décide de reprendre ses études de médecine à 33 ans lors de l'épisode 5 de la dixième saison (Loin de l'Afrique). Elle alternera cette saison entre gardes d'infirmière et gardes d'externe. Elle exerce le métier d'infirmière pour la dernière fois lors du premier épisode de la saison 11 (Partir ou revenir) en même temps qu'elle prend sa première garde d'interne en tant que Dr. Lockhart.
Au début de la saison 12, Abby retourne dans les bras de Luka Kovač, et tombe enceinte de lui. Le petit Joe Kovač naît lors du premier épisode de la saison 13 (Être mère), mais Abby, victime de complications lors de l'accouchement, subira une hystérectomie (une ablation de l'utérus). Finalement, Abby se mariera avec Luka lors de l'épisode 21 de cette saison (Je ne le veux pas), mais Luka partira deux épisodes plus tard en Croatie avant qu'ils n'aient eu le temps de profiter de leur lune de miel, car son père a de graves ennuis de santé.
Lors de la saison 14, Abby est donc ainsi laissée seule avec son bébé, son travail de médecin et les factures à payer, alors que Luka est à l'autre bout du monde à s'occuper de son père malade (qui décèdera au milieu de la saison). Seule, déprimée, débordée, affligée par un chef de service qui humilie ses employés et par Joe qui pleure souvent, Abby replonge dans l'alcool. Ivre, elle finit par moins bien faire son travail, par laisser Joe se blesser par inattention, et en arrive même jusqu'à coucher avec son supérieur un soir. Ce n'est que le lendemain matin qu'elle comprend qu'elle a fait une terrible erreur. Elle entrera en cure de désintoxication, mais Luka, revenu de Croatie, aura du mal à gérer ces événements. Leur couple traversera une grave crise conjugale, qui se résoudra finalement lors du dernier épisode de la saison 14 (Comme à Chicago), où Luka lui pardonnera, et où ils retourneront ensemble, plus amoureux que jamais.
Finalement, Abby Lockhart tirera sa révérence trois épisodes plus tard (15-03 : Le livre d'Abby), épisode où Luka et elle décident de partir à Boston pour prendre un nouveau départ dans leur vie. Ne désirant pas d'adieux larmoyants, Abby essaiera de garder secret ce départ jusqu'au jour-dit. Toutefois, cela n'empêchera pas le personnel des urgences de lui dire au revoir sur le parking des ambulances au cours d'une scène émouvante avant qu'Abby ne s'en aille définitivement.
On la retrouvera tout de même 17 épisodes plus tard, à l'occasion d'une conversation téléphonique avec Neela, au cours de l'épisode Tout bascule (15-20). Ce sera la toute dernière apparition du personnage dans le show.

## Source
- (en) Cet article est partiellement ou en totalité issu de l’article de Wikipédia en anglais intitulé « Abby Lockhart » (voir la liste des auteurs).